# Grantatai
Grantatai, ook wel Gaantatai, is een dorp in het district Sipaliwini in Suriname. Het ligt aan de Boven-Surinamerivier, tussen Gujaba (stroomafwaarts) en Bendikwai en Pikin Slee (stroomopwaarts).
In het dorp bevindt zich een openbare basisschool.
In de tweede helft van de jaren 2010 werd in onder meer Grantatai een pilotproject gestart om de teelt van rijst in het gebied te verbeteren. De methode werd samen met de Stichting Ecosysteem 2000 ontwikkeld.
Abenaston · Adawai · Akisiaman · Akwaukondre · Amakakondre · Asenbaso · Asidonhopo · Atjoni · Aurora · Begoeba · Begoon · Bekiokondre · Bendikwai · Bendiwata · Biudoematoe  · Bofokoele · Botopasi · Dan · Dangogo · Daume · Debikè · Deboo · Djemongo · Djoemoe · Duwatra · Foetoenakaba · Gingiston · Goddo · Godowatra · Goejaba · Gran Slee · Grantatai · Gunsi · Heikoenoenoe · Jawjaw · Kaajapati · Kajana · Kambaloea · Kampoe · Koonoo · Kuututen · Ladouanie · Lespansi · Ligorio · Malobi · Malroseekondre · Masiakriki · Moitori · Nazaleti · Nieuw-Aurora · Padalafanti · Pambo Oko · Pikin Slee · Pingpe · Pokigron · Saloebanga · Semoisi · Soolan · Stonhoekoe · Tjaikondre · Toemaripa · Toetoeboeka